# 古铜色

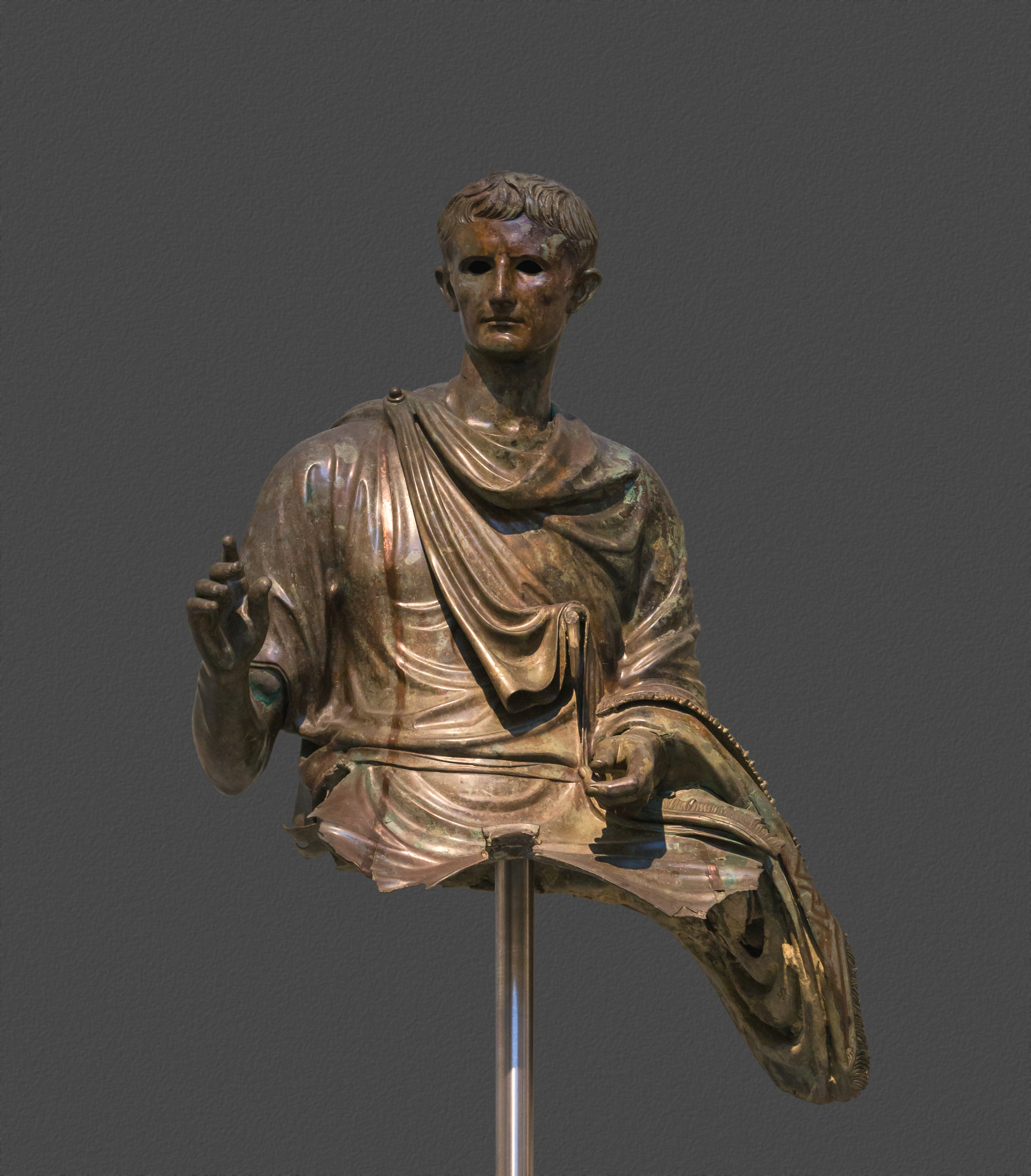
古铜色的奥古斯都铜像

古铜色是一种类似青铜合金的褐色，英文为。首次将用作颜色名称是在1753年。

## 青铜色

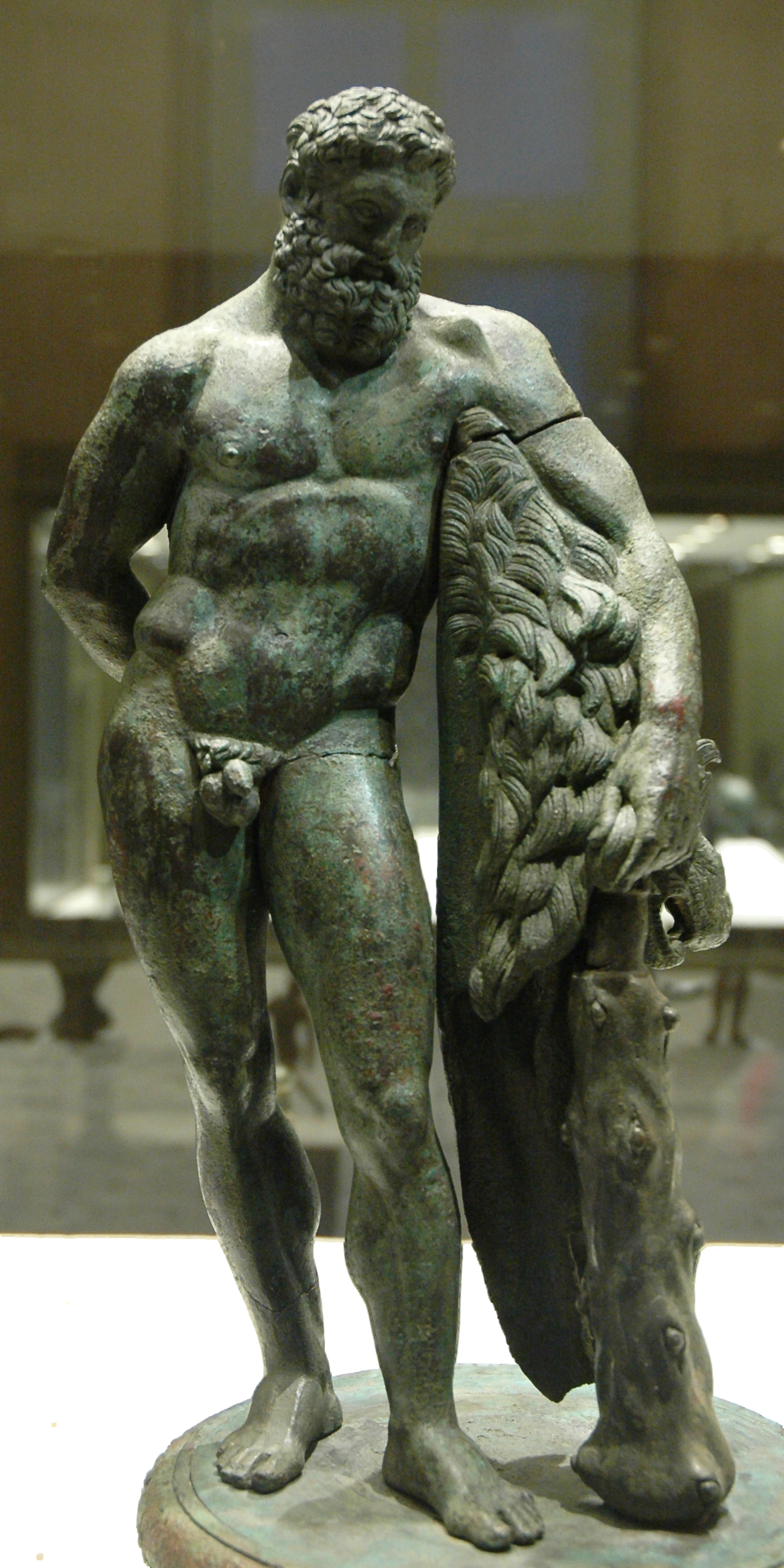
青铜色的赫拉克勒斯青铜像

青铜色是一种类似铜器老舊而生青鏽的偏綠颜色，英文为。首次将用作颜色名称是在1910年。